# 毡毛马兰
毡毛马兰（学名：Kalimeris shimadae）是菊科马兰属的植物，是中国的特有植物。分布于中国的东南部（江苏、华东地区、浙江、湖南、湖北、江西、福建）以及台湾等地，生长于海拔1,200米的地区，多生于林缘、草坡和溪岸，目前尚未由人工引种栽培。

## 别名
岛田鸡儿肠（江苏南部种子植物手册）